# Star Goose
Star Goose est un shoot 'em up publié pour Amiga, Atari ST et MS-DOS par Logotron en 1988.
Le joueur contrôle Scouser-Gitt, qui pilote le vaisseau homonyme Star Goose, chargé de parcourir la planète Nom et de collecter 48 cristaux. Le jeu consiste à collecter six cristaux dans chacun des huit niveaux du jeu pour progresser, tout en évitant ou en détruisant les ennemis. Les surfaces du jeu sont profilées, ce qui affecte la façon dont les balles voyagent, et contiennent des tunnels qui changent de mode vers une perspective tridimensionnelle où le joueur peut reconstituer ses ressources.
Développé par Steve Cain et Graham Everett, le concept original était un jeu de course basé sur le mode tunnel tridimensionnel, mais cette idée est abandonnée après que les concepteurs soient devenus insatisfaits des résultats. Proposé à l'origine au prix de 19,95 livres sterling, le jeu reçoit des critiques mitigées pour sa sortie sur Amiga, et négatives pour la version Atari ST ; les critiques louant les graphismes, mais déplorant le manque de variété dans le gameplay, la difficulté et la bande-son. Les rééditions en 1991 à des prix abordables sont mieux accueillies par les critiques.

## Système de jeu
Selon le système, le jeu peut être joué à la souris, au joystick ou au clavier.

## Développement
Star Goose est développé par l'artiste Steve Cain et le programmeur Graham Everett, qui ont précédemment développé le jeu de plates-formes Black Lamp (en) de Firebird Software. Cain a également travaillé sur les graphismes de Frankie Goes to Hollywood (en) de 1985 de Denton Designs (en). Everett a voulu que Star Goose soit un jeu de course en perspective à la première personne dans les mêmes tunnels que ceux utilisés dans le produit final. Everett adéclaré avoir été « inspiré [...] par le genre de course automobile que l'on voit souvent dans les films, où les voitures font la course autour d'une piste en forme de bassin aux côtés incurvés ». Insatisfait du résultat, le concept est modifié pour devenir un shoot 'em up.
Logotron a déclaré que les graphismes comportaient un « full-beef scroll », c'est-à-dire qu'ils sont destinés à ressembler à un écran d'arcade avec les graphismes occupant la totalité de l'écran et les informations de jeu placées directement dans la zone de jeu, plutôt qu'au bord de l'écran.
Star Goose est publié par Logotron pour les ordinateurs Atari ST et Amiga en 1988 et il est porté sur MS-DOS à la fin de l'année. Une version Commodore 64 était prévue, mais n'a jamais vu le jour. La musique et les effets sonores sont transférés de l'Atari ST à l'Amiga, ce qui a limité leur impact.

### Traduction
- (en) Cet article est partiellement ou en totalité issu de l’article de Wikipédia en anglais intitulé « Star Goose » (voir la liste des auteurs).